# Francesco Spinelli
Franciszek Spinelli, właśc. wł. Francesco Spinelli (ur. 14 kwietnia 1853 w Mediolanie, zm. 6 lutego 1913 w Rivolta d'Adda) – włoski ksiądz, apostoł duchowości eucharystycznej, święty Kościoła katolickiego.

## Życiorys
Wstąpił do seminarium duchownego w Bergamo. W 1875 roku mając 22 lata przyjął święcenia kapłańskie. Razem z Gertrudą Comensoli założył Instytut Sióstr Adoratorek Najświętszego Sakramentu (wł. Istituto Suore Adoratrici del SS. Sacramento ). Zmarł w opinii świętości.

### Beatyfikacja i kanonizacja
21 czerwca 1992  ksiądz Franciszek Spinelli został beatyfikowany przez papieża Jana Pawła II i ogłoszonym patronem ubogich i opuszczonych.
6 marca 2018 papież Franciszek zatwierdził dekret o cudzie za wstawiennictwem błogosławionego ks. Franciszka Spinelliego, zaś 19 maja 2018 podczas konsystorza wyznaczył datę jego kanonizacji.
14 października 2018 został ogłoszony świętym.